# حصار أنطاكية (1268)
وقع حصار أنطاكية عام 1268، عندما نجح المماليك بقيادة بيبرس أخيرًا في الاستيلاء على مدينة أنطاكية. قبل الحصار، كانت الإمارة الصليبية غافلةً عن خسارة المدينة، كما ظهر عندما أرسل بيبرس مفاوضين إلى قائد الدولة الصليبية السابقة، وسخر من استخدامه لـ «أمير» في لقب أمير أنطاكية.

## مقدمة الحصار
في عام 1260، بدأ بيبرس سلطان مصر وسوريا، بتهديد إمارة أنطاكية، وهي دولة صليبية، ردًّا على دعمها - باعتبارها تابعةً للأرمن - المغول، الذين أسقطوا كل الممالك الإسلامية، حتى معركة عين جالوت. في عام 1265، استرد بيبرس قيصرية وحيفا وأرسوف، بعد أن سقطَت في أيدي الصليبيين والمغول. بعد ذلك بعام، توجَّه بيبرس لاسترداد الجليل وأنهى مملكة أرمينيا الصغرى.
كما يروي ستيفن رونسيمان في كتابه الأخير عن الحروب الصليبية: قبل عقود من حصار أنطاكية عام 1268، استقر الأمير بوهيموند الرابع ملك أنطاكية في مدينة طرابلس، عاصمة ولايته الأخرى، في مقاطعة طرابلس. وفي عام 1268، كان فرسان وحامية أنطاكية تحت قيادة سيمون مانسيل حاكم قلعة أنطاكية، والذي كانت زوجته سيدة أرمنية كانت قريبة لسيبيلا من أرمينيا، زوجة الأمير بوهيموند السادس.

## حصار أنطاكية
في عام 1268 حاصر بيبرس مدينة أنطاكية التي دافع عنها البطريرك بشدة وهجرها معظم سكانها، واسترجعها في 18 أيار (سقطت القلعة بعد يومين) بعد دفاع ضعيف نسبيًا. كانت أنطاكية قد أُضعفَت بسبب صراعاتها السابقة مع أرمينيا، وصراعات السلطة الداخلية، وسارع سكانها إلى الموافقة على الاستسلام، بشرط الحفاظ على حياة المواطنين داخل الجدران.
قبل أن تحاصر قوات بيبرس أنطاكية، قاد حاكم القلعة سيمون مانسيل، مع مجموعة من الفرسان، هجومًا فاشلًا ضد الجيش الإسلامي حتى لا يتم تطويق المدينة. كانت الدفاعات في حالة جيدة، لكن الحامية لم تكن قادرة على الدفاع عن أسوار المدينة الطويلة. قُبِض على مانسيل خلال هجوم سلاح الفرسان الأنطاكي، وأمره بيبرس بأمر مساعديه في أنطاكية بالاستسلام على الفور، وحقن الدماء. رفضَت الحامية الاستسلام وواصلت الدفاع عن الجدران، حتى سقطَت.
وجَّه الظاهر بيبرس خطابًا لبوهيموند السادس قبل دخوله أنطاكية، وهنَّأه لأنه لم يكن موجودًا وقت الحصار، ثم أنذره بشر ما كسبَت أيديهم في الشرق:
كانت الرسالة ردًّا قاسيًا على مذبحة أنطاكية عام 1098، حيث كانت أنطاكية أول مدينة تسقط على أيدي الصليبيين، وأول إمارة لهم في الشرق؛ وكان حافز حصارها هو تحالف الصليبيين والأرمن مع المغول ضد المسلمين في معركة عين جالوت.

## ما بعد الحصار
سقطت قلعة الحصن في حمص بسوريا، بعد ثلاث سنوات. أطلق ملك فرنسا لويس التاسع الحملة الصليبية الثامنة ظاهريًّا لعكس هذه النكسات في مواجهة بيبرس، والتي ذهبَت إلى تونس ، بدلًا من القسطنطينية، كما نصح منذ البداية تشارلز أنجو شقيق لويس، على الرغم من أن تشارلز الأول استفاد بوضوح من المعاهدة بين أنطاكية وتونس بأن نتجت في النهاية عن الحملة الصليبية.
بحلول وقت وفاة بيبرس عام 1277، كان الظاهر بيبرس قد حصر الصليبيين في عدد قليل من المعاقل على طول الساحل، وأجبرهم على مغادرة الشام والعودة لديارهم بحلول بداية القرن الرابع عشر. إن استرجاع أنطاكية أثبت أنه ضار جدًّا بقضية الصليبيين، حيث كان الاستيلاء عليها مفيدًا في النجاح الأولي للحملة الصليبية الأولى، والاستيلاد على غرب الشام (يشمل اليوم فلسطين، ولبنان، وأجزاء من سوريا، وأجزاء من تركيا).
في آذار 1287 استكمل السلطان قلاوون المعارك لاسترداد الأراضي، وطرد الغزاة، فاسترد اللاذقية، و بعدها بسنتين وقعت طرابلس، ثم فتح خليل بن قلاوون من بعده عكا عام 1291، مُنهيًا بذلك الغزو الصليبي الذي بدأ 1098، وتسبب بالدمار والخراب ومذابح تُقدَّر بـ6 مليون إنسان.